# Dama z rewii
Dama z rewii (ang. Lady of Burlesque) – amerykański film z 1943 roku w reżyserii Williama A. Wellmana.

## Nagrody i nominacje
| Nazwa nagrody | Wygrane            | Nominacje                                                 |
| ------------- | ------------------ | --------------------------------------------------------- |
| Oscar         | 1944 bez rezultatu | 1944 Najlepsza muzyka w dramacie lub komedii Arthur Lange |